# 浮田秀律
浮田 秀律（うきた ひでなお、寛永15年（1638年） - 元禄2年10月21日（1689年12月2日））は、江戸時代中期の人物。八丈島に配流となった宇喜多一族。父は浮田秀継。子に秀真、継治（浮田次郎吉家の祖）、継善（浮田小平治家の祖）。弟に藤松。

## 生涯
寛永15年（1638年）、浮田秀継（宇喜多秀家の次男）の長男として生まれる。
父・秀継の通称は小平治であったが、秀律の通称である半平が浮田秀継家の当主の通称となった（小平治の通称は、弟継善が名乗る）。
元禄2年（1689年）に死去（戒名は、浄諦禅定門）。長男秀真が家督を継ぐ。